# Caryomyia flaticrustum
Caryomyia flaticrustum är en tvåvingeart som beskrevs av Gagne 2008. Caryomyia flaticrustum ingår i släktet Caryomyia och familjen gallmyggor. Inga underarter finns listade i Catalogue of Life.